# Songs of Christmas (album)
Songs of Christmas – kompilacyjny album muzyczny piosenkarza Binga Crosby’ego zawierający muzykę bożonarodzeniową, wydany w 1960 roku przez wytwórnię Decca Records.

## Lista utworów
| Nr | Tytuł                                              | Długość | Rok nagrania |
| A1 | „Rudolph The Red-Nosed Reindeer”                   | 2:17    | 1950         |
| A2 | „Away In A Manger”                                 | 1:24    | 1949         |
| A3 | „The Christmas Song”                               | 2:57    | 1947         |
| A4 | „I Saw Three Ships”                                | 1:44    | 1949         |
| A5 | „Good King Wenceslas”                              | 1:49    | 1949         |
| A6 | „Angels We Have Heard On High”                     | 1:14    | 1949         |
| A7 | „I Heard The Bells On Christmas Day”               | 2:45    | 1956         |
| B1 | „Twelve Days Of Christmas” (z The Andrews Sisters) | 3:25    | 1949         |
| B2 | „We Three Kings Of Orient Are”                     | 1:13    | 1949         |
| B3 | „The First Nowell”                                 | 2:36    | 1949         |
| B4 | „Oh, Fir Tree Dark”                                | 3:06    | 1949         |
| B5 | „Deck The Hall”                                    | 1:10    | 1949         |
| B6 | „Happy Holiday”                                    | 2:27    | 1942         |